# Dulce Braga
Dulce Braga é uma escritora angolana, autora do romance "Sabor de Maboque", que retrata a sua história em 1975, quando deflagra a Guerra Civil Angolana